# Mário Palma
Mário Leonel Faria Borges de Palma (27 giugno 1950) è un allenatore di pallacanestro portoghese.

## Palmarès
- Coppa di Portogallo: 5

Benfica: 1992, 1993, 1994, 1995, 1996